# Edith Mathis
Edith Mathis (ur. 11 lutego 1938 w Lucernie, zm. 9 lutego 2025 w Salzburgu) – szwajcarska śpiewaczka, sopran.

## Życiorys
Studiowała w konserwatoriach w Lucernie i Zurychu. Na scenie zadebiutowała w 1956 roku w teatrze operowym w Lucernie rolą Drugiego Chłopca w Czarodziejskim flecie W.A. Mozarta. Występowała m.in. w Berlinie, Kolonii, Monachium, Hamburgu, Wiedniu. Od 1960 roku występowała na festiwalu w Salzburgu, a od 1962 roku na festiwalu w Glyndebourne. W 1970 roku debiutowała na deskach Metropolitan Opera w Nowym Jorku jako Pamina w Czarodziejskim flecie. W tym samym roku jako Zuzanna w Weselu Figara po raz pierwszy pojawiła się na deskach londyńskiego Covent Garden Theatre. W 1980 roku opera monachijska przyznała jej tytuł Kammersängerin.
Zasłynęła rolami m.in. Zerliny w Don Giovannim, Zdenki w Arabelli, Anusi w Falstaffie, Melisandy w Peleasie i Melisandzie, Marszałkowej w Kawalerze srebrnej róży. Prowadziła też działalność koncertową, wykonując pieśni i repertuar oratoryjny. Ceniono ją jako wykonawczynię utworów barokowych, w tym kantat Johanna Sebastiana Bacha.
Jej mężem był dyrygent Bernhard Klee, z którym często razem występowała.